# Lacul Bucura
Lacul Bucura este un lac glaciar situat în Parcul Național Retezat din Munții Retezat. Este cel mai mare lac glaciar din România.

## Descriere
Se află în căldarea Bucura, sub Vârful Peleaga și Șaua Bucurei, fiind orientat în direcția nord - sud, la altitudinea de 2.040 m. Suprafața lacului este de 8,90 ha, având lungimea de 550 m și lățimea medie de 160 m, iar perimetrul de circa 1390 m. Lățimea maximă este de 225 m, iar volumul estimat este de circa 625.000 m³. Adâncimea maximă a apei lacului este de 15,5 m, în dreptul intrării Izvorului Pelegii în lac. Lacul este alimentat de 5 izvoare principale. Apa lacului deversează printr-un singur emisar ce o trimite spre Lacul Lia, cu un debit de aproximativ 250 l pe secundă. Populația piscicolă este autohtonă, în lac nefăcându-se populări artificiale. 
Accesul la lac se face din șoseaua Hațeg - Caransebeș, de la km 61 (Cârnești), prin Clopotiva - Grebla - Gura Zlata - Gura Apei, circa 35 km de drum asfaltat. De aici se urcă pe drumul forestier ce se oprește la Drăcșanu, pe o distanță de 14 km. Apoi, trecând pe la cascada Fetele Voilesei, urmărind valea Lăpușnicului Mare, până la Gura Bucurii, și trecând pe lângă Lacul Lia se ajunge la Bucura.

## Alte articole
- Lacurile glaciare din Munții Retezat

## Imagini

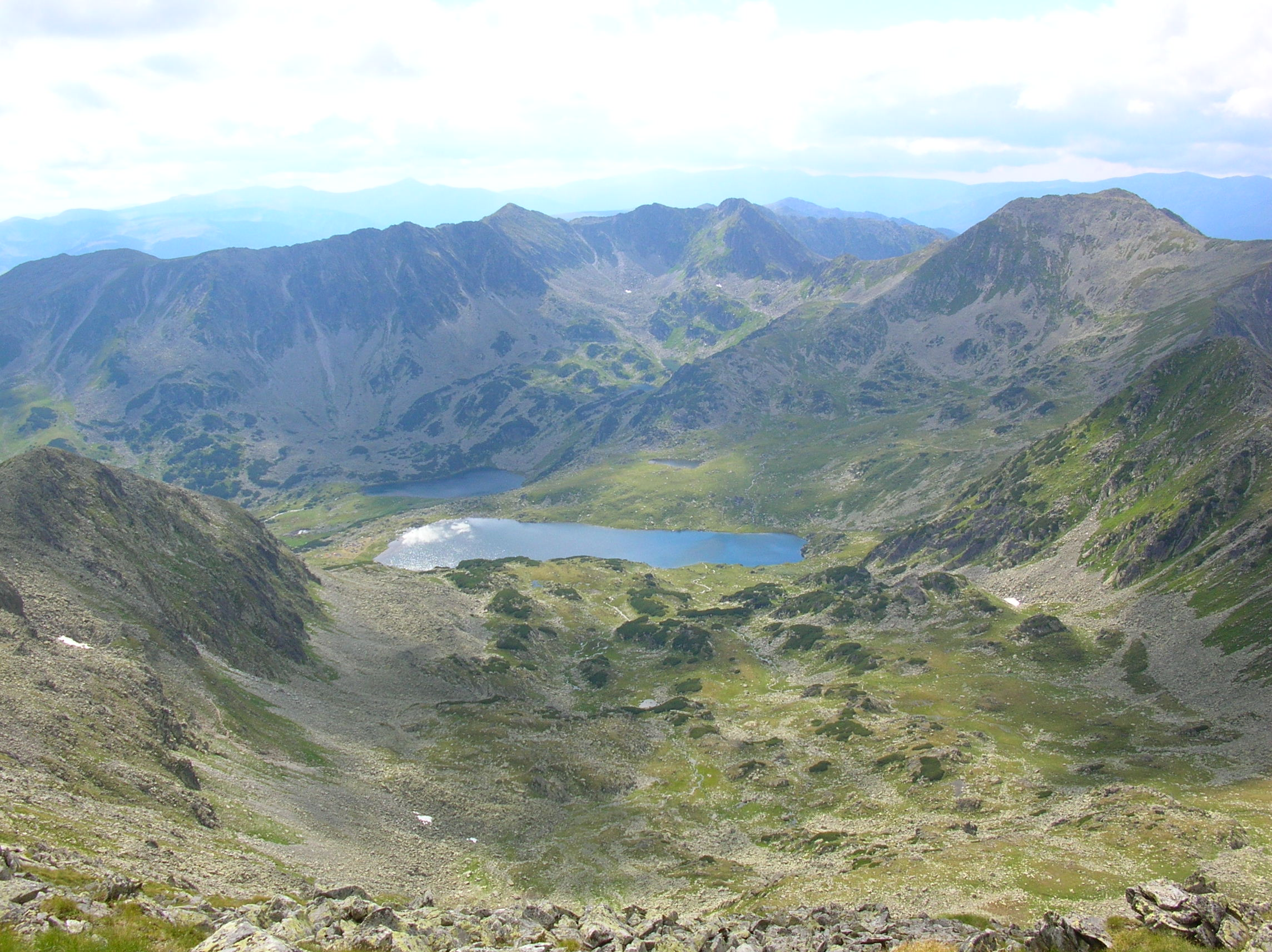
Bucura - Peleaga
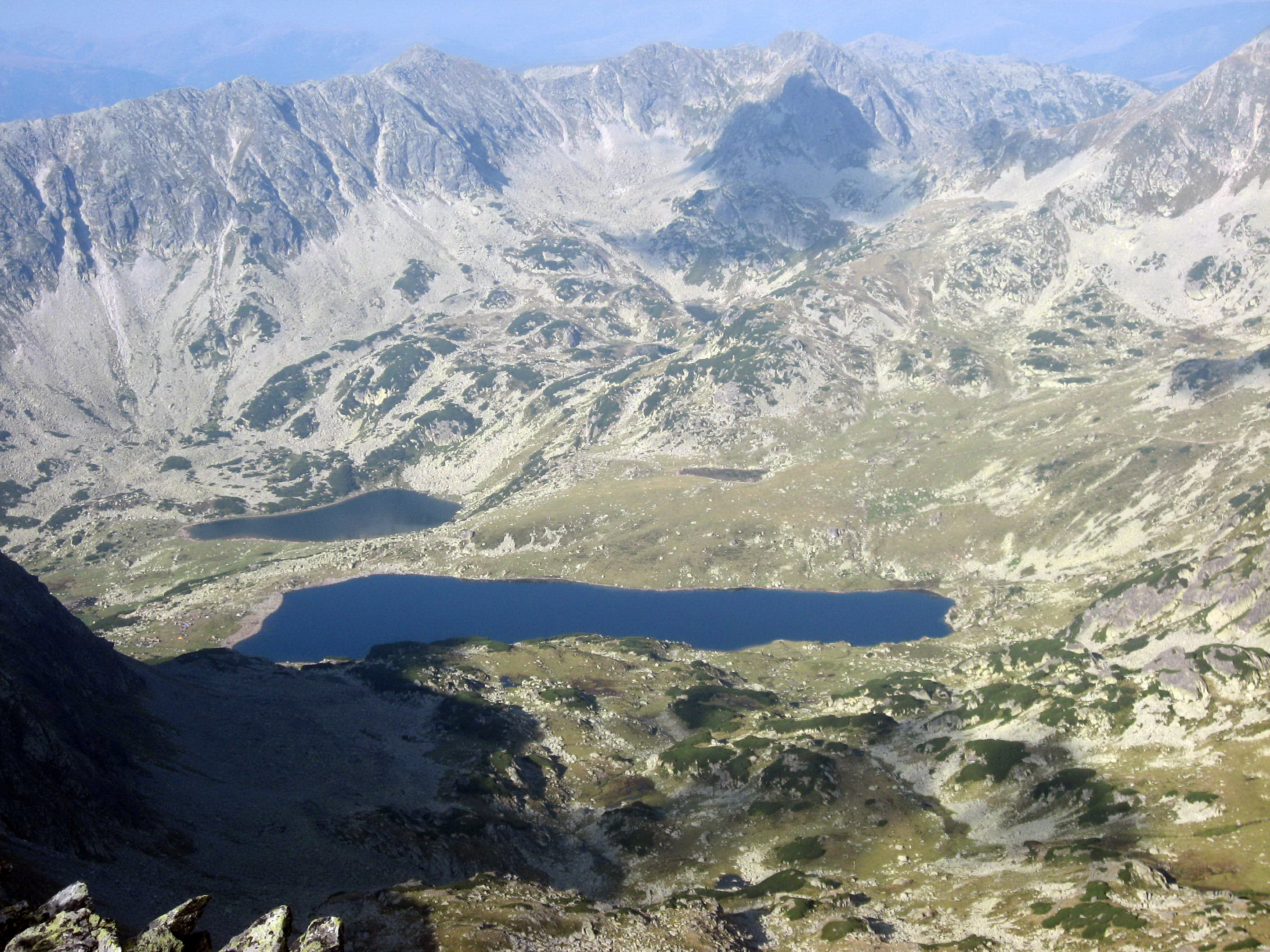
Lacul Bucura, Lacul Ana a Lacul Bucurelu
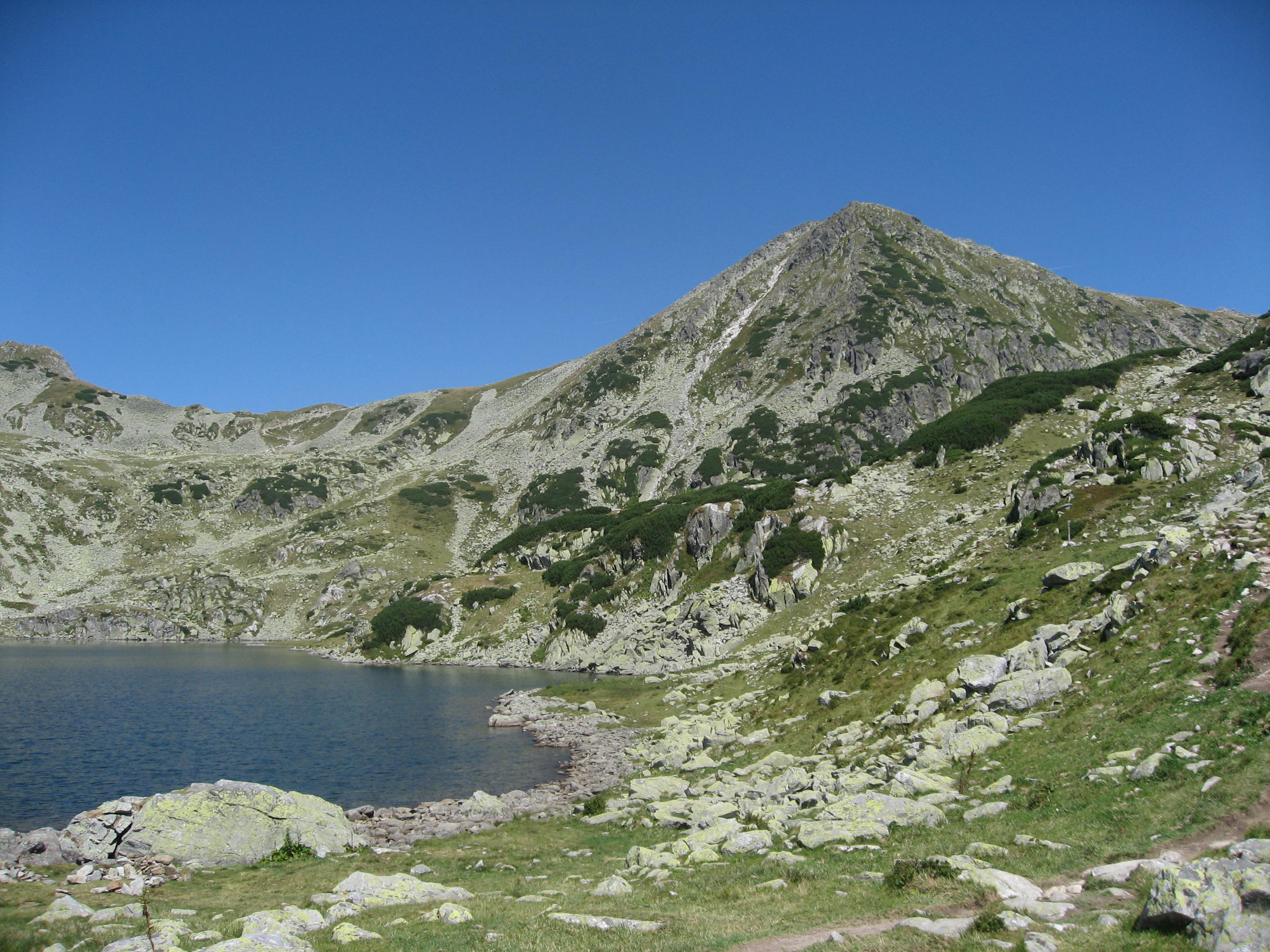
Lacul Bucura şi Custura Bucurei
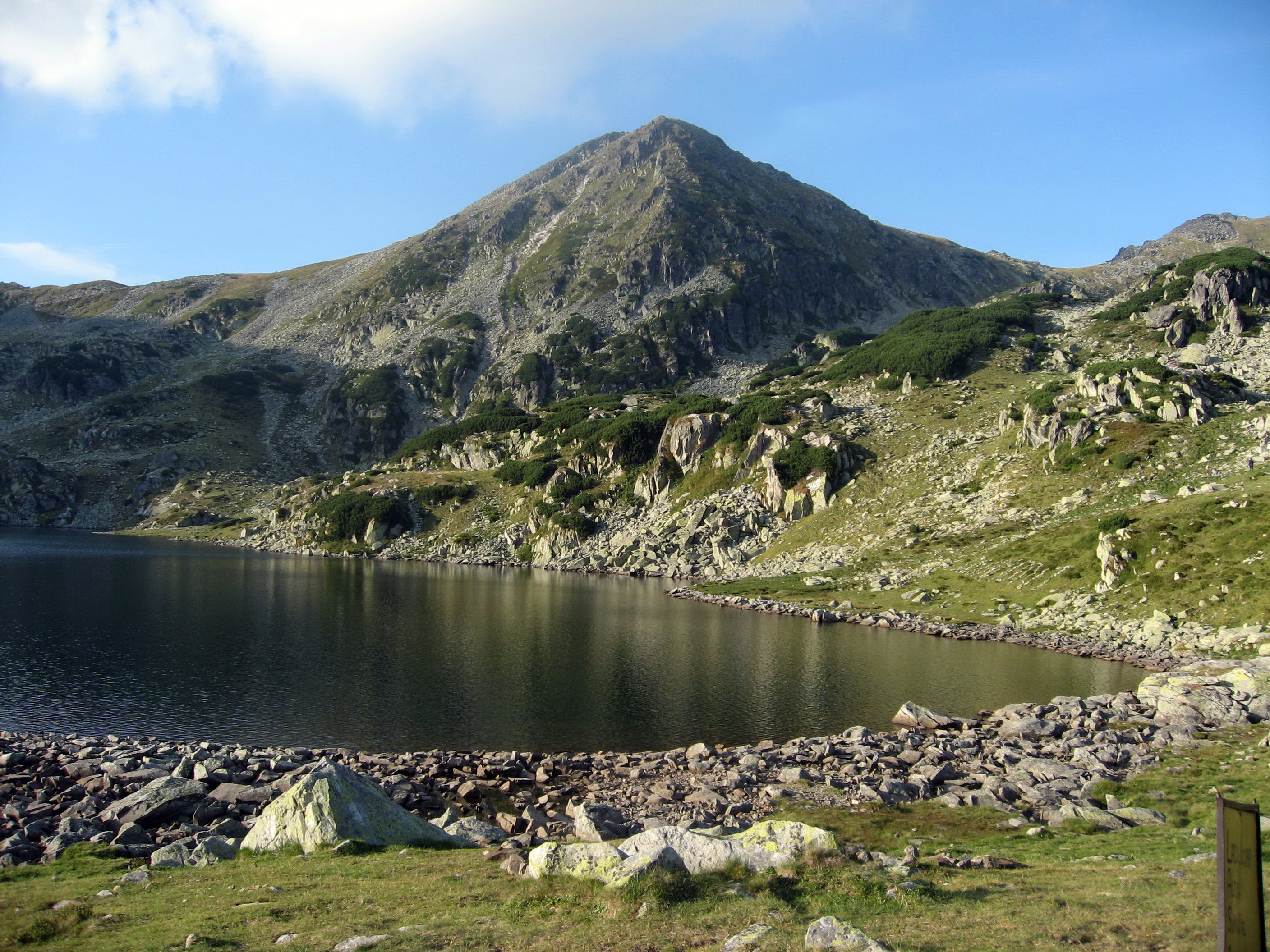
Lacul Bucura